# 솔터초등학교
솔터초등학교는 대한민국 경기도 김포시에 있는 공립 초등학교이다.

## 학교 연혁
- 2012. 01. 02. 솔터초등학교 교명 확정
- 2012. 03. 01. 솔터초등학교 개교(6학급 편성)
- 2015. 02. 13. 제3회 졸업식(졸업생 206명)
- 2015. 03. 02. 솔터초등학교 시업식 및 입학식(초등학교 29학급, 병설유치원 4학급)
- 2016. 03. 02. 제2대 이진헌 교장 취임
- 2019. 03. 02. 제3대 배문엽 교장 취임
- 2021. 03. 02. 제4대 조상국 교장 취임